# Маслии (Дергачёвский район)
Маслии (укр. Маслії) — село,
Дергачевский городской совет,
Дергачёвский район,
Харьковская область.
Код КОАТУУ — 6322010106. Население по переписи 2001 года составляет 18 (9/9 м/ж) человек.

## Географическое положение
Село Маслии находится в 2-х км от сёл Болибоки, Мищенки, Мироновка, примыкает к селу Лещенки.
Рядом проходит автомобильная дорога М-2103.
К селу примыкают небольшие лесные массивы (дуб).

## История
- 1680 — дата основания.